# Chabás
Chabás es una ciudad del Departamento Caseros, provincia de Santa Fe, Argentina. Dista 80 km de la ciudad de Rosario. Se encuentra a 30 km de la ciudad de Casilda (Cabecera Departamental). Se ubica a la vera de la Ruta Nacional 33, a 7 km del cruce con la Ruta Nacional 178, conectándose con la ciudad de Pergamino de la cual dista 115 km.

## Santo Patrono
- San José, festividad: 19 de marzo

## Creación de la Comuna
- 23 de febrero de 1892

## Parajes
- Barrere
- Campo Larrivieri
- Colonia Los Prados
- La Pampa

## Población
Cuenta con 6,871 habitantes (Indec, 2010), lo que representa un incremento del 1% frente a los 6,798 habitantes (Indec, 2001) del censo anterior.
| Gráfica de evolución demográfica de Chabás entre 1980 y 2010 |
|                                                              |
| Fuente: Censos nacionales del INDEC                          |

## FESPAL Producciones Alternativas o No Tradicionales
Desde 2001 se realiza una Exposición de Producciones Alternativas que atrae a más de 70.000 visitantes de la gran región

## Estación Meteorológica Automática
- EMA Chabás Archivado el 29 de junio de 2015 en Wayback Machine.

## Biblioteca
Desde 1980 funciona en la ciudad la "Asociación Biblioteca Popular Chabás", en su domicilio de calle San Martín 1273. Actualmente posee una colección de más de 26.500 libros, además de una hemeroteca, videoteca y colección de CD. Posee acceso a INTERNET con servicio de banda ancha y WIFI. En sus instalaciones además del préstamo bibliográfico se dictan talleres literarios y de idiomas, conferencias, se realizan encuentros de escritores, exposiciones pictóricas, etc.

## Centros Tradicionalistas
- Peña Tradicionalista Martín Fierro
- Centro Tradicionalista El Mangrullo

## Personajes Célebres
- Oscar Cabalén: piloto de turismo carretera que corriera frente a los grandes del turismo carretera nacional, contemporáneo de Marcos Ciani, Juan Gálvez, Oscar Gálvez, etc. y en su homenaje el autódromo de la ciudad de Córdoba lleva su nombre.
- Alberto "Chueco" Palmieri: Piloto de la categoría TC del 65 y turismo carretera entre otros.
- Héctor Cúper: director técnico de la selección de Egipto y cuya carrera futbolística comienza en el Club a. Huracán de  Chabás, luego sigue en Ferro Carril Oeste y Huracán de Buenos Aires. Como director técnico se inicia en Huracán de parque Patricios y pasando luego a Lanús. Al llegar a Europa dirige al Mallorca, Valencia, Inter, Real Betis de España, obteniendo importantes logros con algunos de los equipos mencionados.
- Emilia Carletti Zampa: Profesora Universitaria en Ciencias de la Educación, Vicedirectora de Educación Media del Instituto Politécnico Superior "General San Martín".
- Gustavo Adolfo Moriconi:divisiones inferiores club. a. huracán de chabás, jugador de Independiente, Gimnasia y Esgrima de La Plata
- Luis Heredia: maratonista provincial y nacional
- David Abraham: inferiores club a. huracán de chabás, jugador de fútbol profesional, actualmente jugando en Eintracht Frankfurt, club de la Bundesliga
- Nicolás Aguirre: inferiores club a. huracán de chabás, futbolista profesional de Lanús
- Joystick: Banda de Rock Nacional.

## Clubes
- Club Atlético Chabás: fundado el 10 de marzo de 1918.
- Club Atlético Huracán de Chabás: fundado el 5 de julio de 1930...